# Ізмір
Ізмі́р (тур. İzmir), також Смі́рна (грец. Σμύρνη) — третє за кількістю населення (4 млн у 2013 р.) місто Туреччини і другий за величиною порт країни після Стамбула. Розташоване на березі Ізмірської затоки Егейського моря. Важливий торговельний та туристичний центр, місце розташування середземноморської штаб-квартири НАТО.

## Історія
Ізмір — одне з найдавніших міст узбережжя Середземного моря, воно існувало за 3000 років до н. е. Це також один з найбільших центрів античної цивілізації.

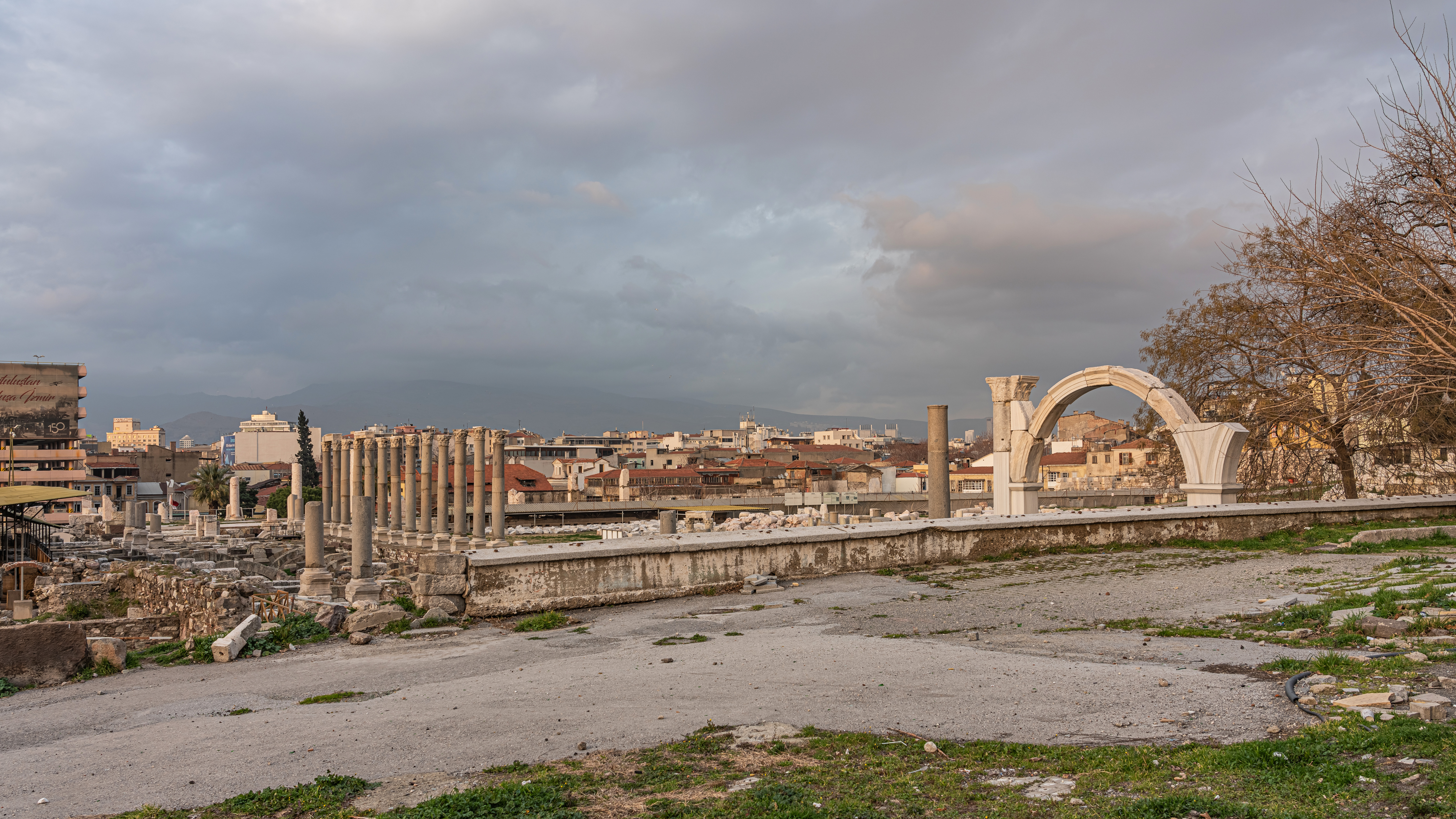
Агора

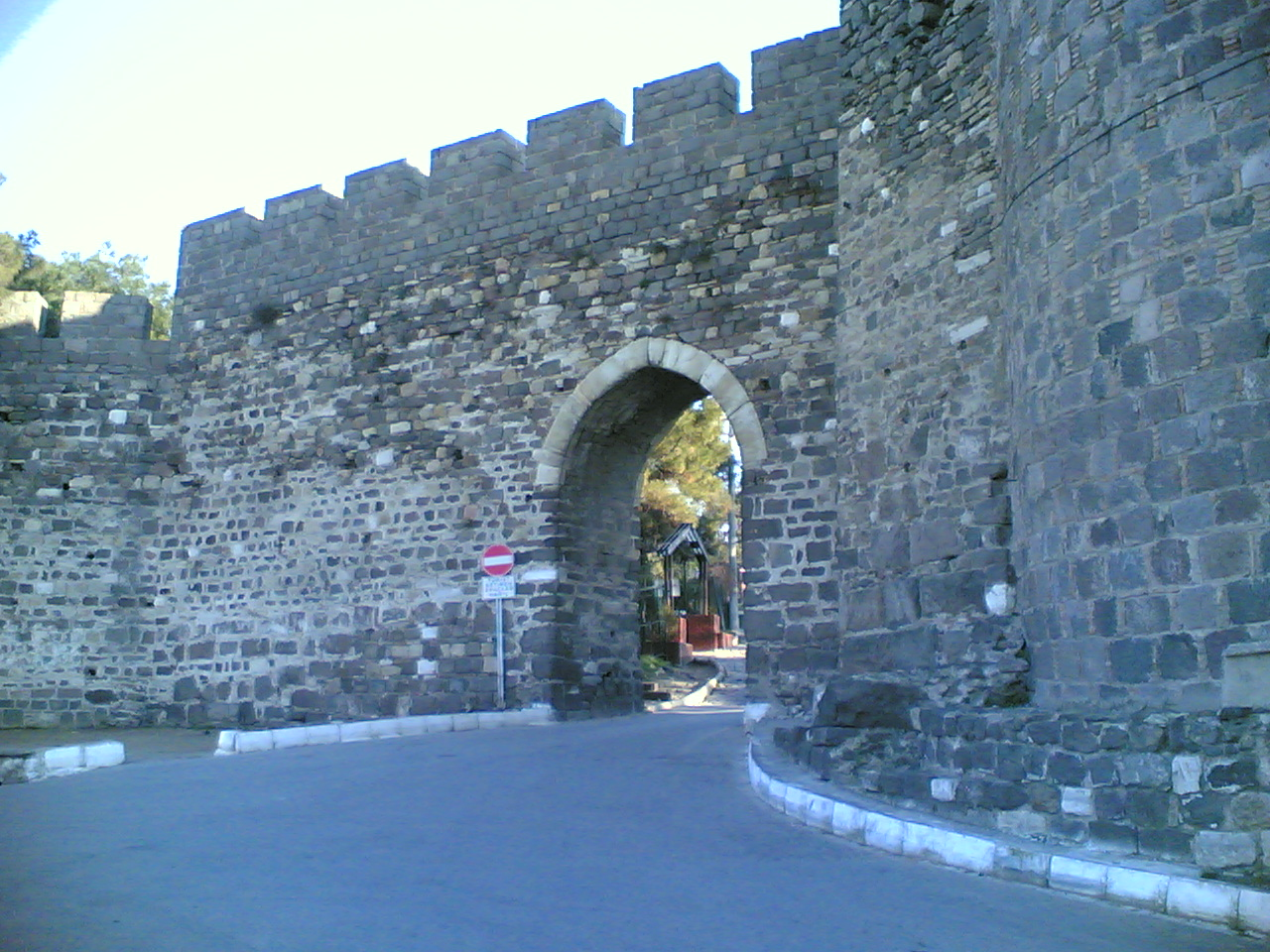
Фортеця Кадіфекале

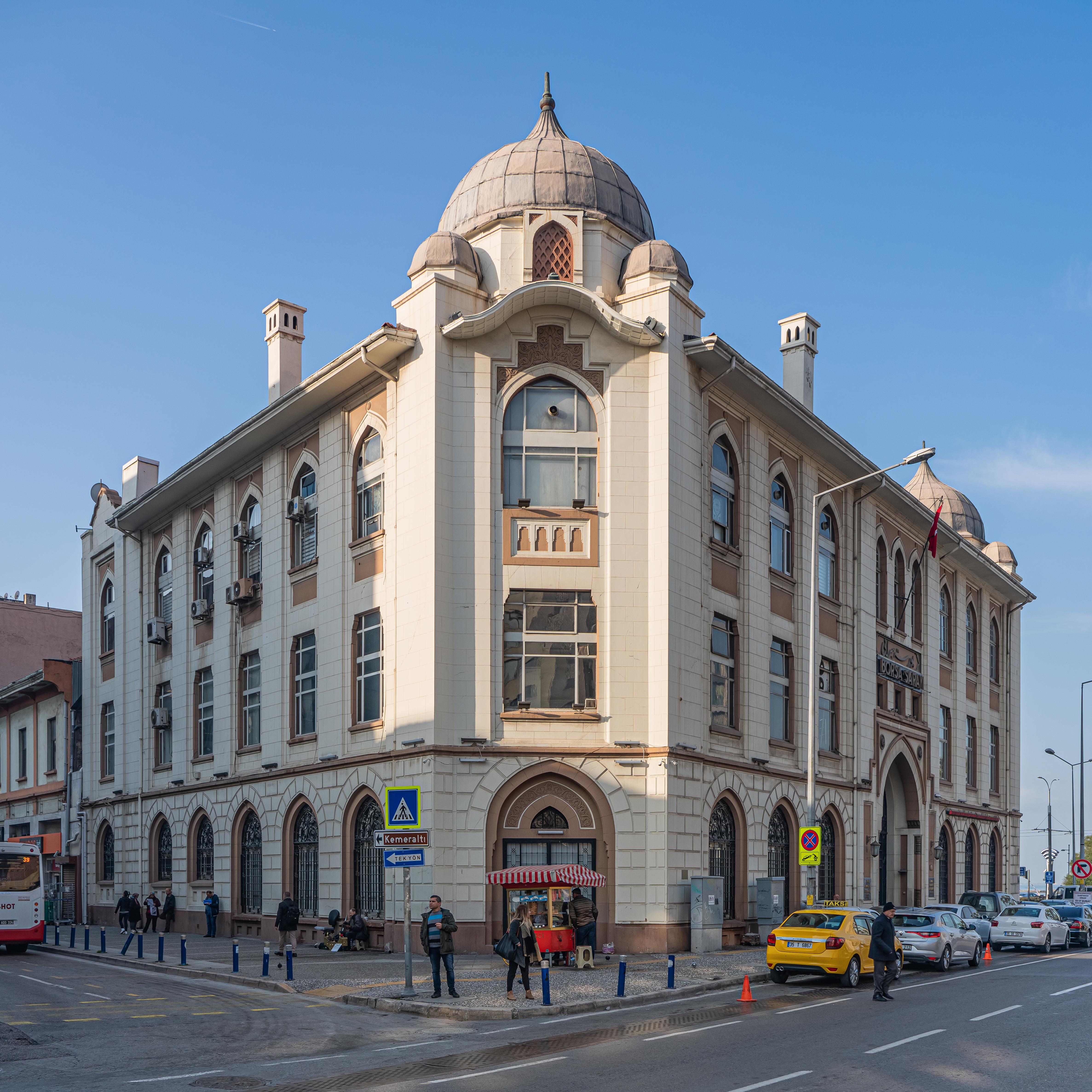
Ізмірська біржа

Найвищого розквіту Смірна зазнала в 650–545 рр. до н. е., коли у ній поширилася писемність. Більшість архітектурних пам'яток, датованих цим періодом, має написи. Головний храм міста, присвячений Афіні, зруйнували в 545 р. до н. е., після чого протягом наступних 200 років місто поступово занепадало.
Новий період розквіту був пов'язаний із поширенням еліністичної цивілізації у Східному Середземномор'ї. Подібно до Олександрії, Родосу, Ефесу, Пергаму Смірна тоді налічувала 100 000 мешканців. Усі громадяни полісу не могли розташуватись у межах старого поселення, тому в 300 р. до н. е. на околиці Кадіфекале було засноване нове поселення. За часів римлян (133 р. до н. е.-395 р.) місто мало бруковані прямі вулиці, з яких головними були Священний і Золотий шляхи. Від цього періоду до нашого часу збереглася агора.
Смірна також згадується в Біблії як одне з міст, у яких було збудовано «Сім церков». Це свідчить про те, що вона відігравала велику роль у поширенні християнства. Зокрема, першим єпископом міста був Святий Полікарп — один з Апостольських Отців, учень Іоана Богослова. Він був спалений живцем на місцевому стадіоні.
В 395 р. Римська імперія розпадається на Західну і Східну, Смірна, відповідно, стає володінням Візантії. В наступні століття за право володіти ним змагаються сельджуки, араби, хрестоносці, генуезці.
Статус Ізміра підвищується за часів Османської імперії, коли він перетворюється на один з найважливіших торговельних центрів країни. В 1619 р. в місті відкривається французьке, а в 1620 р. — англійське посольства. В цей період тут налічують 19 мечетей, 18 синагог та 1 грецьку церкву. Хоча Ізмір сильно пошкодили землетруси у 1688 і 1778 роках, він залишився дуже успішним портом з великим відсотком європейського населення. В XVIII–XIX століттях Ізмір перетворюється на своєрідний культурний місток між Сходом та Заходом, його відвідує безліч англійських, французьких та італійських купців. Вплив західної культури відчувається і зараз, через що Ізмір називають найєвропейськішим містом Туреччини.
У 1919 р. Ізмір перейшов до Греції. В 1922 р. турецьке військо під керівництвом Мустафи Кемаля Ататюрка окупувало місто. Ця операція супроводжувалася жахливим винищенням християнського населення (переважно етнічних греків і вірмен) та великою пожежею у кварталах, де вони мешкали. В світову історію ця подія увійшла під назвою Ізмірської різанини, або Великої Ізмірської пожежі.
Сучасний Ізмір — багатонаціональне та багатоконфесійне місто.

## Клімат
Клімат Ізміру типово середземноморський, зі спекотним, сухим літом та м'якою, дощовою зимою. Середньорічна температура води у затоці становить 18,5°С. Близько 10 днів на рік температура повітря опускається нижче 0°С, 100 днів на рік — перевищує 30°С. Кількість опадів коливається від 700 до 1200 мм на рік, більша їхня частина випадає з листопада по березень. Снігові опади бувають рідко, шар снігу тонкий і нетривкий.
Влітку значна відмінність між температурою води у затоці і температурою повітря, що нагрівається на схилах гір, спричинює щоденні морські бризи. Вони сприятливо діють на самопочуття мешканців міста, тому спека в Ізмірі переноситься легше, ніж у інших місцевостях з подібним температурним режимом.
| Клімат Ізмір (1950-2014)                   | Клімат Ізмір (1950-2014) | Клімат Ізмір (1950-2014) | Клімат Ізмір (1950-2014) | Клімат Ізмір (1950-2014) | Клімат Ізмір (1950-2014) | Клімат Ізмір (1950-2014) | Клімат Ізмір (1950-2014) | Клімат Ізмір (1950-2014) | Клімат Ізмір (1950-2014) | Клімат Ізмір (1950-2014) | Клімат Ізмір (1950-2014) | Клімат Ізмір (1950-2014) | Клімат Ізмір (1950-2014) |
| Показник                                   | Січ.                     | Лют.                     | Бер.                     | Квіт.                    | Трав.                    | Черв.                    | Лип.                     | Серп.                    | Вер.                     | Жовт.                    | Лист.                    | Груд.                    |                          |
| Абсолютний максимум, °C                    | 21,4                     | 23,9                     | 30,5                     | 32,5                     | 37,5                     | 41,3                     | 42,6                     | 43,0                     | 40,1                     | 36,0                     | 30,3                     | 25,2                     |                          |
| Середній максимум, °C                      | 12,5                     | 13,6                     | 16,3                     | 20,9                     | 26,0                     | 30,8                     | 33,2                     | 32,9                     | 29,1                     | 22,9                     | 18,4                     | 14,1                     |                          |
| Середня температура, °C                    | 8,9                      | 9,5                      | 11,7                     | 15,9                     | 20,8                     | 25,6                     | 28,0                     | 27,6                     | 23,6                     | 18,8                     | 14,0                     | 10,6                     |                          |
| Середній мінімум, °C                       | 5,9                      | 6,2                      | 7,8                      | 11,3                     | 15,5                     | 20,0                     | 22,6                     | 22,5                     | 18,7                     | 14,7                     | 10,7                     | 7,7                      |                          |
| Абсолютний мінімум, °C                     | −6,4                     | −5,2                     | −3,1                     | 0,6                      | 7,0                      | 10,0                     | 16,0                     | 15,2                     | 10,0                     | 5,3                      | −1,7                     | −4                       |                          |
| Середня кількість сонячних годин на місяць | 133,3                    | 141,3                    | 195,3                    | 219,0                    | 294,5                    | 342,0                    | 375,1                    | 353,4                    | 300,0                    | 226,3                    | 159,0                    | 124,0                    |                          |
| Днів з дощем                               | 11,9                     | 10,7                     | 9,1                      | 8,2                      | 5,4                      | 2,0                      | 0,5                      | 0,5                      | 2,0                      | 5,6                      | 8,9                      | 12,7                     |                          |
| Вологість повітря, %                       | 68                       | 63                       | 62                       | 58                       | 55                       | 48                       | 42                       | 47                       | 53                       | 60                       | 68                       | 70                       |                          |
| ------------------------------------------ | ------------------------ | ------------------------ | ------------------------ | ------------------------ | ------------------------ | ------------------------ | ------------------------ | ------------------------ | ------------------------ | ------------------------ | ------------------------ | ------------------------ | ------------------------ |

## Географія
Ізмір розташований в зоні підвищеної сейсмічної активності, дрібні, практично невідчутні поштовхи фіксуються в цьому регіоні декілька десятків разів на рік.

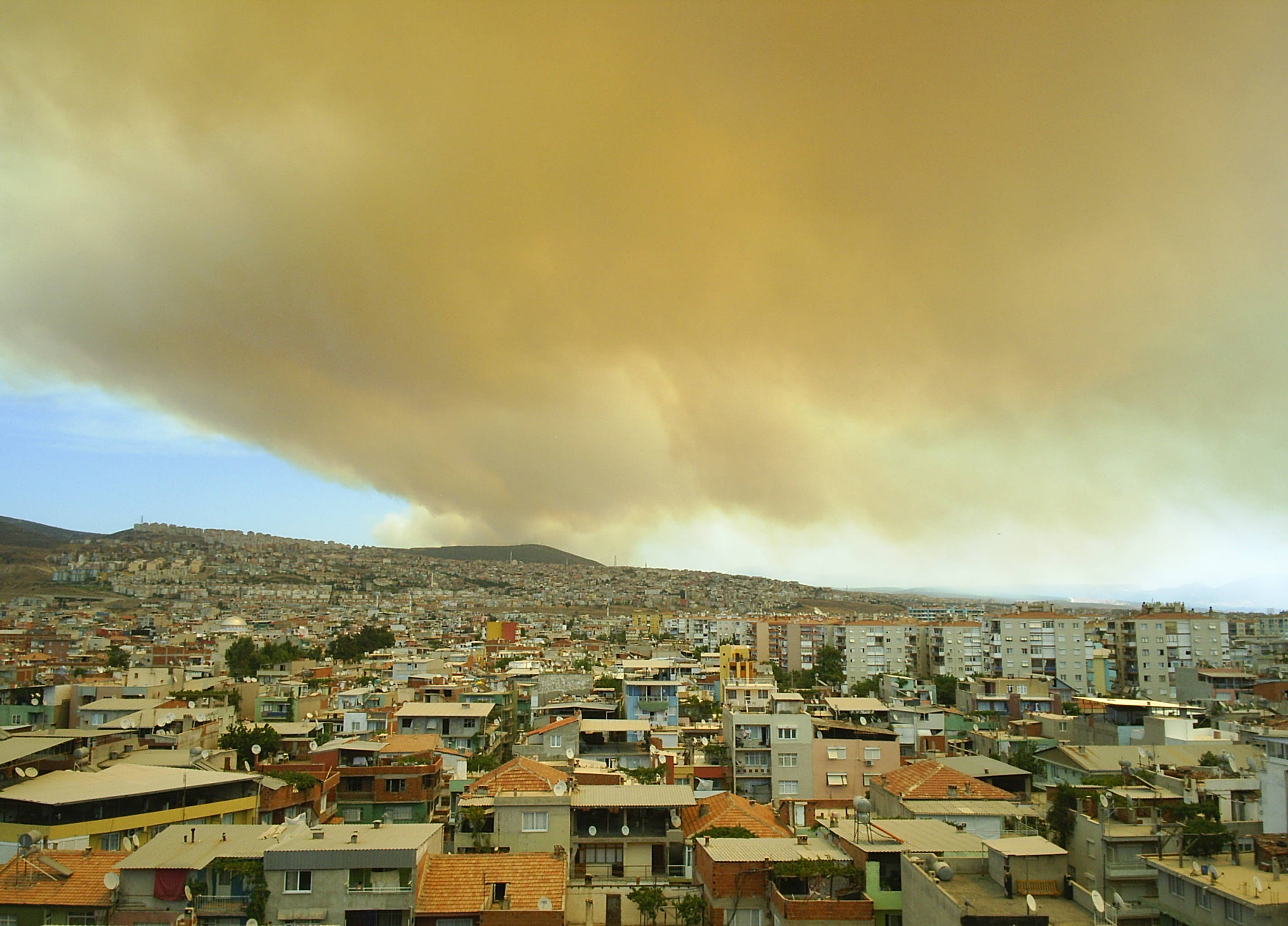
Дим від лісової пожежі над Ізміром

Місто оточує Ізмірську затоку з заходу, півночі та сходу. Гористий характер місцевості зумовлює нерівномірність річкових стоків: влітку більшість дрібних русел висихає майже ущент, навесні та влітку після великих дощів можливі повені. Наприклад, в 2010 р. вода затопила усю нижню частину міста, включно з престижним районом Алсанджак. Біля північно-західної околиці міста розташовані штучні затоки для випарювання морської солі, у наш час вони перетворені на заповідник, де охороняються рідкісні птахи, зокрема, фламінго.
Практично усі міські квартали, за виключенням історичного центру, розташовані на схилах невисоких пагорбів, вкритих трав'янистою рослинністю і невисокими лісами. Більшість лісових насаджень штучні і представлені сосною. Серед інших рослин зустрічаються суничне дерево, кам'яний дуб, лавр, здичавілі фіги та оливи, мирт, олеандр. Через літні посухи ліси часто потерпають від пожеж.
Наслідком високого антропогенного навантаження є збіднілий тваринний світ. Великі звіри та птахи на околицях Ізміра не зафіксовані, проте на пагорбах можна часто зустріти черепах, ящірок, різноманітних мурах, джмелів, метеликів, богомолів, скорпіонів тощо. В Ізмірській затоці зимують качки, кулики.

## Населення

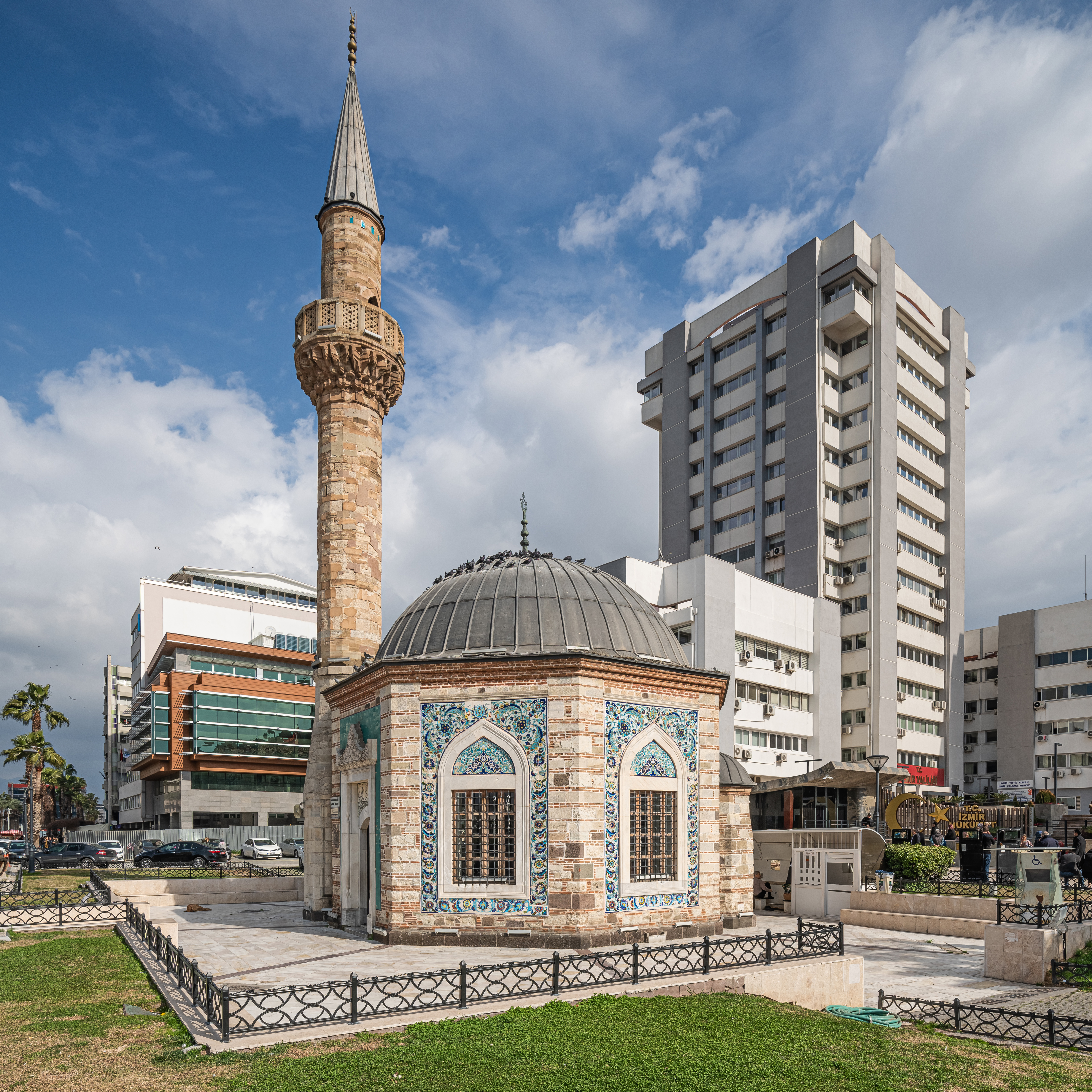
Одна з численних мечетей міста

Переважна більшість населення Ізміра — турки. Серед інших національностей у місті з давніх часів мешкають євреї, цигани, греки, вірмени. В Ізмірі частіше, ніж у інших містах Туреччини, можна зустріти англійців, французів, німців, італійців, проте вони не утворюють діаспор, а переважно є працівниками дипломатичних установ або власниками вілл у сусідньому курортному містечку Чешме.
Домінуюча релігія в Ізмірі — іслам. Мечеті є в кожному кварталі. В місті також діють кілька синагог, 4 католицькі та 1 англіканська церква. Через міжконфесійне напруження більшість християнських церков закриті для вільного відвідування туристами.

## Поділ міста
Ізмір включає 30 районів, з них найбільшими і найзначнішими в культурному і економічному плані є наступні:
- Кона́к
- Алсанжа́к
- Кемералти́
- Борнова́
- Бу́джа
- Інжиралти́
- Каршія́ка

Муніципалітет Ізміра розташований на площі Конак в однойменному кварталі міста. Крім того, у кожному районі діє власне місцеве управління.

## Транспорт

### Міжміський транспорт

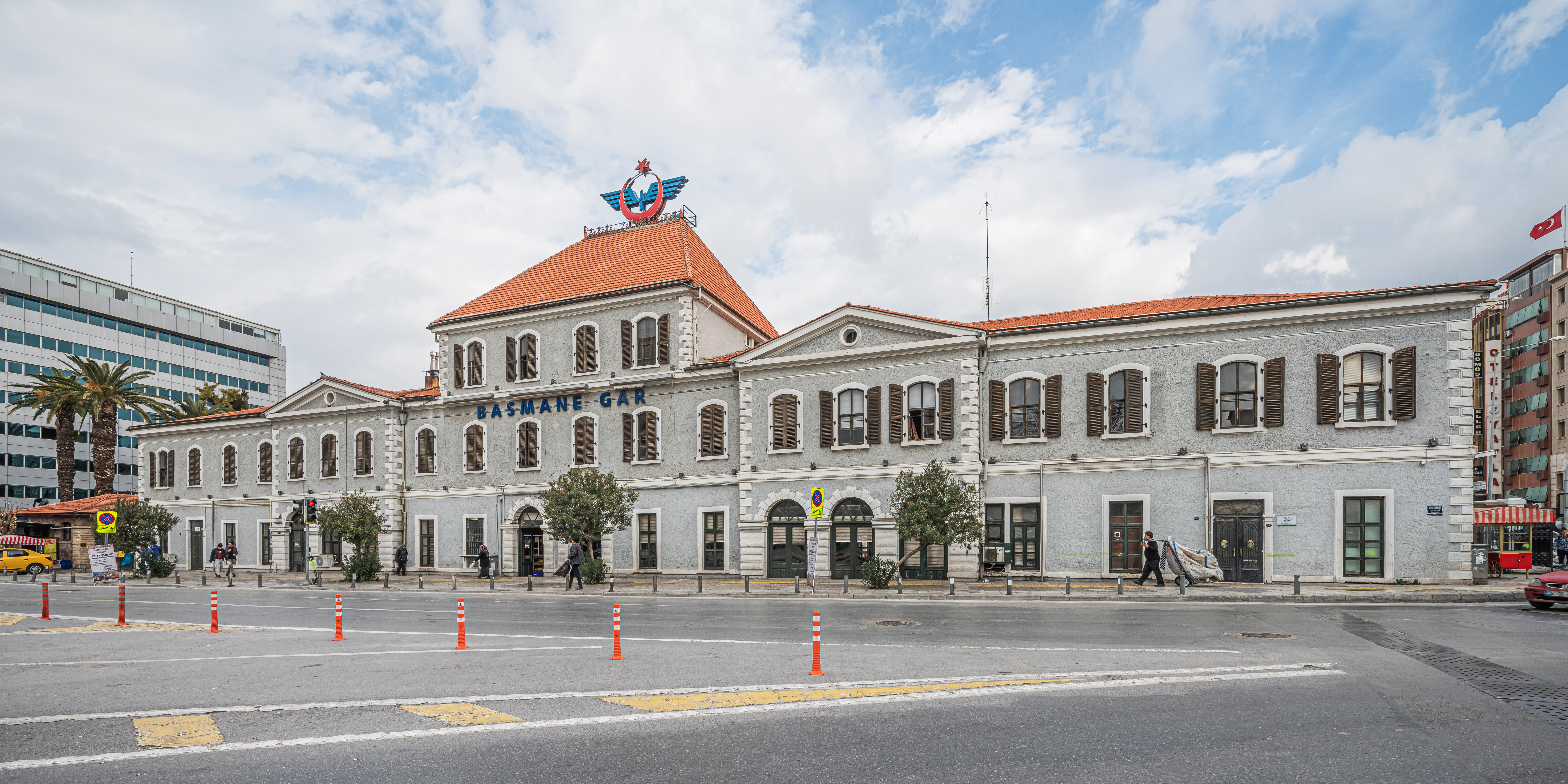

Ізмір має сполучення з іншими регіонами Туреччини усіма видами міжміського сполучення. Найрозвиненішим серед них є автобусний транспорт. Автобуси від центрального автовокзалу міста ходять у всі великі та більшість малих міст країни, вони є комфортабельними і відносно дешевими, пересуваються дорогами вдень і вночі.
Залізниця сполучає Ізмір з такими містами як Стамбул, Денізлі, Баликесір, Конья, Ескішехір. Графік руху потягів переважно денний, діють два вокзали: Алсанджак і Басмане́. Цей вид транспорту значно поступається в популярності міжміським автобусам.
В районі Мендерес знаходиться міжнародний аеропорт Ізміра. Авіасполученням користуються переважно туристи, зокрема, Україну з Ізміром пов'язують рейси з Києва, Одеси, Дніпра.

### Міський транспорт

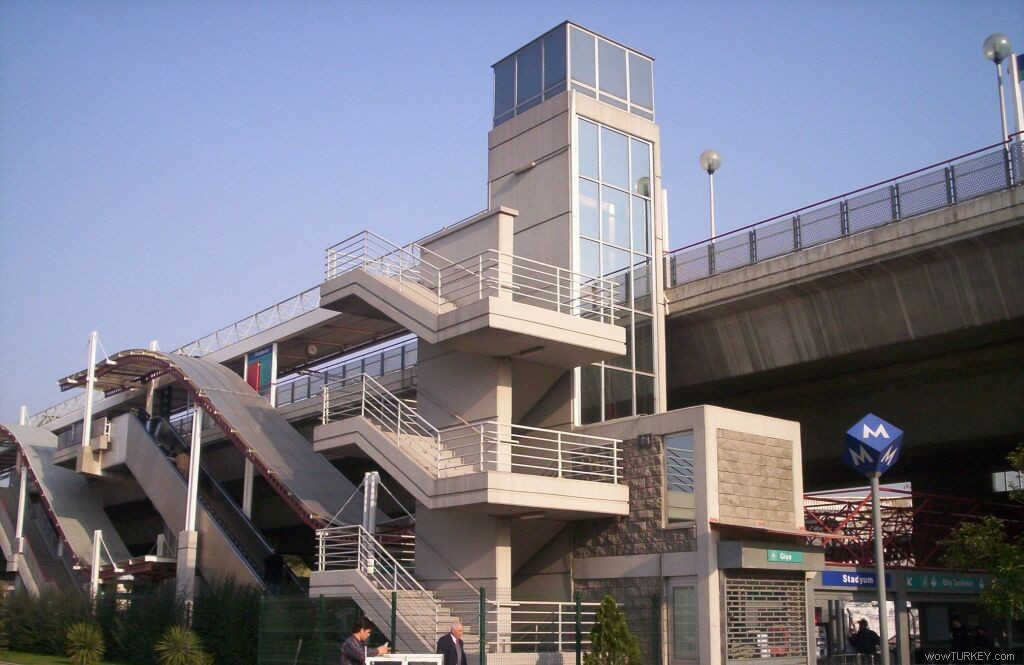
Станція «Стадіум» Ізмірського метрополітену

Найрозгалуженішою системою міського транспорту є автобусна. Автобуси ходять за розкладом (він може різнитися в будні та вихідні дні). Плата за проїзд здійснюється за допомогою багаторазових універсальних квитків, що дають можливість зробити кілька пересадок протягом певного періоду (зазвичай 40 хв), у тому числі і між різними видами міського транспорту.
Ізмірський метрополітен сполучає центр міста з районами Учйол, Борнова, Халкапинар, Ізмірспор тощо. Лінія метрополітену мілкого закладання.
Система приміських електропоїздів İZBAN відіграє роль ще одної лінії метрополітену. Вона добре інтегрована з іншими видами транспорту: облаштовані дві станції пересадки на лінію метро, діє єдина система оплати проїзду. Станція İZBAN зручно розташована біля аеропорту.
Оскільки Ізмір підковою огинає затоку, шлях між крайньою західною та східною точками міста займає багато часу. Щоб усунути цю незручність, через затоку курсують міські пороми (на них розповсюджується дія універсального квитка). Вони бувають вантажні та пасажирські. Останні дуже популярні у туристів, тому що дають можливість оглянути набережну з найвизначнішими спорудами міста усього за 20 хв.

## Спорт

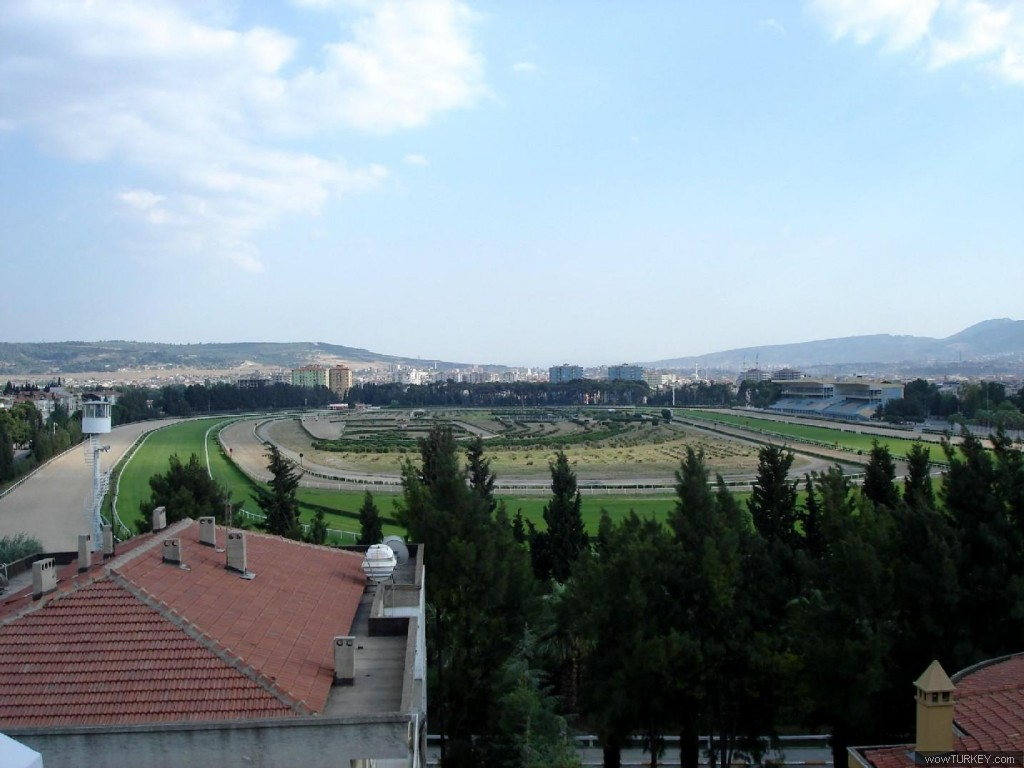
Іподром в Ізмірі

В Ізмірі проводилося кілька спортивних подій:
- 28 серпня-2 вересня 2010 — Група «D» ЧС з баскетболу;
- 7-22 серпня 2005 — Всесвітня Універсіада 2005
- 1971 — Середземноморські ігри

Відомі футбольні клуби: Алтай, Каршияка, Буджаспор, Ізмірспор, Каш'яспор. Зараз серйозними успіхами може похвалитися Буджаспор, який грає у суперлізі.
Баскетбольна гілка Каш'яспору Пінар виграла Чемпіонат Туреччини та Кубок Президента у 1987 році.
У місті є стадіон на 50 тис. місць, де проходять матчі Турецької суперліги за участю ізмірських команд, а також матчі Кубку Туреччини з футболу.

## Відомі люди
- Едуар Баладюр (* 1929) — прем'єр-міністр Франції у 1993—1995 роках.
- Зейнеп Гедізліоглу (* 1977) — турецька композиторка.
- Саадет Озкан (* 1978) — турецька правозахисниця та активістка з гендерної політики.
- Аристотель Онассіс (1906—1975) — грецький підприємець, мільярдер.
- Юксель Пазаркая (* 1940) — турецький письменник
- Аслі Перкер (* 1975) — турецька письменниця, прозаїк та журналістка.
- Ахмед Аднан Сайгун (1907—1991) — турецький композитор, творець першої опери Туреччини.
- Йоргос Сеферіс (1900—1971) — грецький дипломат і поет, лауреат Нобелівської премії з літератури 1963 року.
- Саббатай Цеві (1626—1676) — провідник єврейського месіянського руху XVII століття.
- Чолпан Ільхан (1936—2014) — турецька акторка театру й кіно.

## Панорама Ізміру

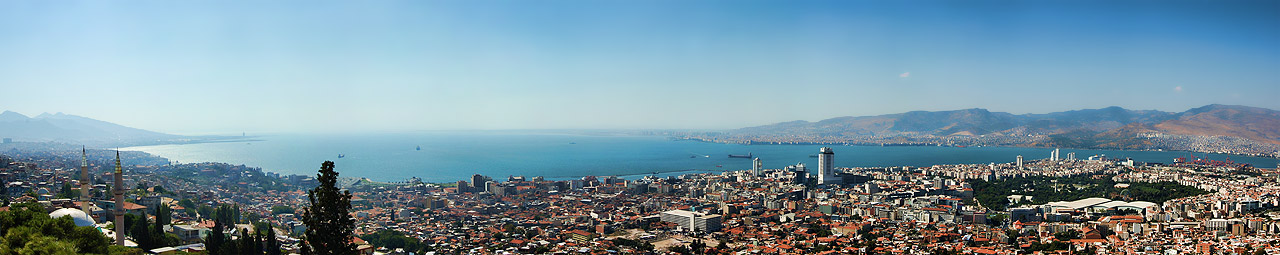

## Міста-побратими
| - 1985: Баку, Азербайджан - 1987: Пльзень, Чехія - 1990: Тяньцзінь, КНР - 1991: Оденсе, Данія - 1992: Тампа, США - 1992: Бухара, Узбекистан - 1993: Туркменабат, Туркменістан - 1993: Бремен, Німеччина - 1994: Фамагуста, Північний Кіпр - 1994: Бішкек, Киргизстан - 1994: Вльора, Албанія - 1995: Констанца, Румунія - 1995: Гавана, Куба - 1996: Мостар, Боснія і Герцеговина - 1996: Александрія, Єгипет | - 1996: Бєльці, Молдова - 1996: Сурабая, Індонезія - 1996: Тель-Авів, Ізраїль - 1996: Триполі, Лівія - 1996: Спліт, Хорватія - 1997: Мумбаї, Індія - 1997: Жиліна, Словаччина - 1998: Сімферополь, Україна - 1999: Вроцлав, Польща - 2002: Сус, Туніс - 2004: Шимкент, Казахстан - 2004: Лонг-Біч, США - 2005: Анкона, Італія - 2006: Волгоград, Росія - 2008: Кирджалі, Болгарія - 2016: Біла Церква, Україна |